# The Gabber Mixes
The Gabber Mixes, es el tercer EP de la banda de metal industrial Fear Factory. Publicado el 2 de septiembre de 1997 por el sello Mokum Records.
'Maniccure' samplea voces de 'Self Bias Resistor' y (parcialmente el sonido) de 'Replica'. Lanzado anteriormente como 'Manic Cure' y también hay una versión un poco más larga en la compilación "F**king Hardcore #4".

## Lista de canciones
Cara A

| N.º | Título                                                                   | Duración |  |
| 1.  | «New Breed (Steel Gun Mix)» (letra de Dino Cazares, remix de Technohead) | 5:30     |  |
| 2.  | «Flashpoint (Chosen Few Mix)» (remix de Chosen Few)                      | 4:10     |  |

Cara B

| N.º | Título                                        | Duración |  |
| 1.  | «T-1000 (H-K)» (remix de DJ Dano)             | 4:54     |  |
| 2.  | «Maniccure» (remix de DJ Dano y Liza N Eliaz) | 5:06     |  |

## Personal
- Burton C. Bell - Letras
- Dino Cazares, Raymond Herrera - Música